# Nicolas Géhin
Nicolas Géhin est un homme politique français né le 22 octobre 1753 à Ventron (Vosges) et décédé le 21 janvier 1828 à Nancy (Meurthe-et-Moselle).
Ancien élève de l'École normale supérieure, curé d'une paroisse de la Meurthe, il devient maire de Romecourt puis de Nancy. Il est conseiller de préfecture de la Meurthe en 1800 et sous-préfet de Toul en 1801. Il est député de la Meurthe en 1815, pendant les Cent-Jours.

## Sources

### Biographie
- « Nicolas Géhin », dans Adolphe Robert et Gaston Cougny, Dictionnaire des parlementaires français, Edgar Bourloton, 1889-1891 [détail de l’édition]